# Contenimento (psicologia)
Il contenimento è un concetto derivato dal modello di W.R.Bion, contenitore/contenuto, che indica una funzione (termine leggibile anche in senso matematico di relazione fra due entità) fondamentale per il funzionamento mentale e lo sviluppo psichico.
In particolare nel rapporto madre/bambino (neonato, infante) Bion ha usato il termine rêverie per indicare una funzione mentale attuata istintivamente dalla madre per accogliere i contenuti indigeribili (usando una metafora che evoca la fisiologia dell'apparato digerente) per la mente in formazione del bambino e restituirli detossificati e resi digeribili.
La relazione contenitore/contenuto, e le sue vicissitudini, appare come una funzione universale applicabile a contesti diversi, dalla psicologia individuale e dei gruppi piccoli e grandi, alla linguistica (significante/significato), alla sociologia, ecc.
Alla funzione contenente e ai suoi disturbi afferiscono anche altri concetti psicoanalitici sviluppati negli stessi anni e sempre nell'ambiente della Psicoanalisi inglese: in particolare da Winnicott, con i concetti di holding e di preoccupazione materna primaria e da Esther Bick col concetto di seconda pelle.